# Iwan Godniew
Iwan Godniew (ros. Иван Васильевич Годнев, ur. 25 września 1854, zm. 29 maja 1919 w Omsku) – rosyjski działacz polityczny i państwowy, członek Rządu Tymczasowego.

## Życiorys
Pochodził z rodziny wojskowej, ziemianin. W 1878 roku ukończył studia medyczne na Uniwersytecie w Kazaniu, a następnie był rezydentem w klinice uniwersyteckiej. W 1882 roku, po obronie pracy w Wojskowej Akademii Medycznej („O wpływie promieniowania słonecznego na zwierzęta”) otrzymał dyplom lekarza. Od 1886 roku był adiunktem na Akademii Medycznej w Kazaniu. Od 1891 był członkiem Dumy Miejskiej w Kazaniu, a od 1892 sędzią pokoju. Od 1900 pełnił szereg funkcji politycznych i państwowych, od 1903 był radcą stanu.
Był deputowanym III i IV Dumy Państwowej. Po podziale partii wszedł do grupy „Rada 17 Października” – oktiabrystów. Według N. Berberovej, badacza archiwum W.A. Maklakowa, był masonem, jednakże w innych źródłach na temat historii rosyjskiej masonerii jego nazwisko nie jest wymienione. Od sierpnia 1915 – członek specjalnej komisji do spraw transportu paliw, żywności i zaopatrzenia wojskowego.
27 lutego 1917 został wybrany członkiem Komitetu Tymczasowego Dumy, został mianowany komisarzem Senatu. Uczestniczył w rozmowach na temat abdykacji z wielkim księciem Michaiłem Aleksandrowiczem. Po rewolucji lutowej – członek Rządu Tymczasowego, w pierwszym składzie pełnił funkcję rewizora państwowego, z której zrezygnował 21 lipca 1917 (podał się do dymisji). Po rewolucji październikowej wyemigrował.